# Lutjanus bohar
Lutjanus bohar är en fiskart som först beskrevs av Peter Forsskål 1775.  Lutjanus bohar ingår i släktet Lutjanus och familjen Lutjanidae. Inga underarter finns listade i Catalogue of Life. Det förekommer uppgifter om att människor drabbats av matförgiftningen ciguatera efter att ha intagit Lutjanus bohar som föda.